# Крило
Вижте пояснителната страница за други значения на Крило.
Крилото (мн. ч. крила и криле) е орган за летене при повечето насекоми, птиците и някои бозайници. Крилата или крилете имат различен произход и строеж. При насекомите са тънки хитинови пластинки, при птиците – видоизменени предни крайници, покрити с пера, при прилепите – удължени пръсти с кожна ципа, обхващаща тялото, задните крайници и опашката.
Това наименование се употребява и за носещите плоскости на самолетите, които създават подемната сила при полет.

## При насекомите
От всички безгръбначни животни само насекомите имат крила. На гърдите (Thorah) са закрепени най-често два чифта крила. Те са най-важният систематичен белег при определянето на насекомите. Представляват двуслойни ципести образувания с повече или с по-малко нефункциониращи кръвоносни съдове – жилки (вени). Между жилките се образуват отворени и затворени клетки. Крилата имат приблизително триъгълна форма с три върха – основен (или базален), върхов (или апикален) и заден (или торнален).
Насекомите са разделени на два подкласа – безкрили и крилати. Първите са примитивни животни с малък размер и не притежават крила. Вторият подклас включва насекоми с крила или такива, изгубили крилата си с течение на времето. Формата и строежът на тези фини мембрани се различават значително при отделните видове. Тези на водното конче са прозрачни и твърди благодарение на хитиновите жилки в тях. Като всички твърдокрили, обикновеният майски бръмбар притежава горни крила, превърнати в елитри, които предпазват вътрешните крила. Мухите и комарите са от разред двукрили, те имат втори чифт крила, които са сведени до малки израстъци и изпълняват ролята на балансьори.